# Gilbert Pons
 (mars 2017).
Gilbert Pons, né dans le Tarn en 1946,  est un auteur français, agrégé de philosophie, photographe et critique d'art.